# LOVE FIXXXER
『LOVE FIXXXER』（ラブ・フィクサー）は、CANTAの9枚目のオリジナル・アルバム。

## 概要
前作『My Generator』より約3年4ヵ月振りにリリースされたオリジナル・アルバム。
2014年に発売された映像作品『140412LIVE!+FEEL YOUR LIGHT-e.p.-』に付属しているCD『FEEL YOUR LIGHT-e.p.-』から「FEEL YOUR LIGHT」「あなたに」「YEARS」の3曲、会場限定で販売されたマキシシングル「EVERYBODY NEEDS SOMEBODY」からタイトル曲と「Bound for Freedom」の2曲が収録されている。また、未発表の新曲5曲が収録されており、それらテーマは「さまざまな愛のかたち」である。

## 収録曲
（全作詞・作曲：ルーク篁）
1. LOVE FIXXXER
2. Bound for Freedom
3. YEARS
4. EVERYBODY NEEDS SOMEBODY
5. あなたに
6. FEEL YOUR LIGHT
7. Campanella
8. Virginity
9. Madness
10. My Dear Friend ～世界は寂しいで出来ている～